# ブルース・オールマイティ
『ブルース・オールマイティ』（Bruce Almighty）は、2003年のアメリカ映画。神から全知全能を授かった男を描いたコメディ映画。

## 概要
ジム・キャリー主演。キャリーがトム・シャドヤック監督と組むのは『エース・ベンチュラ』（1994年）、『ライアー ライアー』（1997年）に続いて3度目である。
北アメリカでは2003年5月23日に3483館で公開された。週末興行成績では、公開2週目の『マトリックス リローデッド』を抜いて初登場1位になり、トップ10内には7週間いた。日本では同年12月20日に日劇3系列ほかで公開され、全国週末興行成績で初登場5位となった。
北アメリカ国内での興行収入は2億4千万ドルを超え、北アメリカでの2003年公開作品中5位である。この額は、キャリー主演作の中では『グリンチ』に次いで2位である（2007年6月現在）。
2007年には続編『エバン・オールマイティ』が作られた。

## ストーリー
ニューヨーク州バッファロー。ローカル・テレビ局のリポーターをしているブルース・ノーラン（ジム・キャリー）は、アンカーマンを目指していた。ある日、生放送のレポートという大役が転がり込む。しかし、ライバルのエバン（スティーヴ・カレル）がアンカーマンの座を得たことを中継直前に知り、無茶苦茶なレポートをしてしまう。局をクビになり、踏んだり蹴ったりのブルースは、自分ばかり不運なのを嘆き、天に向かって「神よ、あんたは仕事をしていない」と悪態をついてしまう。すると、神に「お前に全知全能の力を与えるから、代わりに神の仕事をしてみろ」と言われる。

## キャスト
※括弧内は日本語吹替
- ブルース・ノーラン - ジム・キャリー（山寺宏一）
- グレース・コネリー - ジェニファー・アニストン（安達忍）
- 神 - モーガン・フリーマン（前田昌明）
- ジャック・ベイラー - フィリップ・ベイカー・ホール（稲垣隆史）
- エバン・バクスター - スティーヴ・カレル（岩崎ひろし）： ニュースキャスター[2]。
- スーザン・オルテガ - キャサリン・ベル（本田貴子）
- デビー・コネリー - リサ・アン・ウォルター（藤生聖子）
- ボビー - エディ・ジェイミソン（泉尚摯）： サンドイッチ売り。
- トニー・ベネット